# Dato Marsagischwili
Dawit „Dato“ Marsagischwili (georgisch დათო მარსაგიშვილი; * 30. März 1991 in Kasbek) ist ein georgischer Ringer. Er gewann bei der Weltmeisterschaft 2011 und bei den Olympischen Spielen 2012 in London jeweils eine Bronzemedaille und wurde 2012 und 2013 Europameister im freien Stil im Mittelgewicht.

## Werdegang
Dato Marsagischwili begann unter der Anleitung seines Vaters Lewan Marsagischwili im Jahre 1997 in Kasbek mit dem Ringen. Er konzentrierte sich dabei auf den freien Stil und entwickelte sich bereits im Juniorenalter zu einem hervorragenden Ringer. 2009 wurde er in das georgische Nationalteam der Freistilringer aufgenommen und trainiert seit dieser Zeit bei Dawid Churtsija in einem Ringerzentrum in Tiflis. Er ist noch Schüler und startet bei einer Größe von 1,86 Metern im Mittelgewicht.
Sein Debüt auf der internationalen Ringermatte gab er bei der Junioren-Europameisterschaft (Cadets) 2007 in Warschau. Er belegte dort in der Gewichtsklasse bis 76 kg hinter dem Türken İbrahim Bölükbaşı den 2. Platz und gewann damit gleich eine Medaille. Nach einem 8. Platz bei der Junioren-Europameisterschaft (Cadets) 2008 in Daugavpils in der Gewichtsklasse bis 85 kg gewann er bei der Junioren-Europameisterschaft 2009 in Tiflis im Mittelgewicht wieder die Silbermedaille. Er unterlag dort erst im Endkampf gegen den Russen Koloi Kortojew. Im gleichen Jahr gewann er dann auch  noch bei der Junioren-Weltmeisterschaft in Ankara eine Medaille, die bronzene. Koloi Kortojew und Aslanbek Alborov aus Aserbaidschan landeten vor ihm.
Einen Rückschlag musste Dato Marsagischwili im Jahr 2010 hinnehmen. Nach schnellen Niederlagen kam er bei der Junioren-Europameisterschaft in Samokow/Bulgarien nur auf den 12. und bei der Junioren-Weltmeisterschaft in Budapest gar nur auf den 16. Platz. Er wurde im September 2010 vom georgischen Ringer-Verband trotzdem auch bei der Weltmeisterschaft der Senioren in Moskau eingesetzt. Er gewann dort im Mittelgewicht zunächst gegen István Verébb aus Ungarn, unterlag aber in seinem nächsten Kampf gegen den erfahrenen Ibragim Aldatow aus der Ukraine, womit er ausschied und den 8. Platz belegte. 2010 wurde er mit einem Sieg über Bega Tschelidse auch erstmals georgischer Meister bei den Senioren.
Sehr erfolgreich war Dato Marsagischwili dann im Jahre 2011. Er gewann bei vier internationalen Meisterschaften eine Medaille. Im Juniorenbereich war er weder bei der Europameisterschaft in Zrenjanin und noch bei der Weltmeisterschaft in Bukarest zu schlagen und holte sich beide Titel. Auch bei der Europameisterschaft in Dortmund zeigte er sich in bestechender Form und besiegte Dejan Bogdanow aus Makedonien, İbrahim Bölükbaşı, Marco Riesen, Schweiz und Gheorghiță Ștefan aus Rumänien und stand damit im Finale Ansor Urischew aus Russland gegenüber. In einem ausgeglichenen Kampf unterlag er diesem knapp mit 1:2 Runden bei 5:7 technischen Punkten. Genauso überzeugend rang er dann bei der Weltmeisterschaft in Istanbul. Er besiegte dort Emzarios Bentinidis, Griechenland und Gheorghita Stefan, unterlag im Viertelfinale gegen Ibragim Aldatow (1:2 Runden, 6:9 Punkte) und holte sich danach in der Trostrunde mit Siegen über Amarhadschy Mahamedau, Belarus und Armands Zvirbulis, Lettland (2:0 Runden, 10:0 Punkte) noch eine WM-Bronzemedaille.
Im März 2012 gewann Dato Marsagischwili seinen ersten Titel bei einer internationalen Meisterschaft der Senioren. Er wurde in Belgrad Europameister. Dabei besiegte er im Finale den ehemaligen Weltmeister Michail Ganew aus Bulgarien nach Punkten. Bei den Olympischen Spielen in London gewann er mit einem Sieg über Orgodolyn Üitümen, Mongolei, einer etwas überraschenden Niederlage gegen Jaime Yusept Espinal aus Puerto Rico und mit Siegen in der Trostrunde über Andrew Adibo Dick, Nigeria und Saslan Hatzyjeu, Belarus eine Bronzemedaille.
2013 wiederholte er in Tiflis seinen Titelgewinn von der Europameisterschaft 2012. Er besiegte dabei im Mittelgewicht Dominic Klaus Peter, Österreich, Andrei Frant, Rumänien, Ansor Urischew und Musa Murtasalijew, Armenien. Bei der Weltmeisterschaft dieses Jahres in Budapest blieb er aber ohne Medaille. Er siegte dort zunächst über Nicolai Paslar, Bulgarien und Keith Gavin aus den Vereinigten Staaten, verlor dann aber gegen Ehsan Lashgari aus dem Iran und schied damit aus, weil Lashgari das Finale nicht erreichte. Er kam deswegen nur auf den 10. Platz.
Bei der Europameisterschaft 2014 in Vantaa/Finnland startete Dato Marsagischwili in der Gewichtsklasse bis 85 kg. Er besiegte dort Dominic Klaus Peter und Ville Heino aus Finnland, verlor in der dritten Runde gegen Abdulraschid Sadulajew aus Russland. Da dieser das Finale erreichte, konnte er in der Trostrunde weiterringen, in der er zunächst Sebastian Jezierszankski aus Polen besiegte, im Kampf um eine EM-Bronzemedaille aber gegen István Veréb aus Ungarn unterlag. Er erreichte somit den 5. Platz.

## Internationale Erfolge
| Jahr | Platz  | Wettbewerb                                       | Gewichtsklasse | Ergebnisse |
| 2007 | 2.     | Junioren-EM (Cadets) in Warschau                 | bis 76 kg      | hinter İbrahim Bölükbaşı, Türkei, vor Petar Sagorow, Bulgarien und Wladislaw Baizajew, Russland |
| 2008 | 8.     | Junioren-EM (Cadets) in Daugavpils               | bis 85 kg      | Sieger: Aschat Magomedow, Russland vor Aslanbek Alborov, Aserbaidschan |
| 2009 | 2.     | Junioren-EM in Tiflis                            | Mittel         | hinter Koloi Kortojew, Russland, vor Ljuben Ilijew, Bulgarien und Roman Bakirow, Aserbaidschan |
| 2009 | 3.     | Junioren-WM in Ankara                            | Mittel         | hinter Koloi Kortojew und Aslanbek Alborov, gemeinsam mit Muharrem Ersahin, Türkei |
| 2010 | 12.    | Junioren-EM in Samokow/Bulgarien                 | Mittel         | Sieger: Koloi Kortojew vor İbrahim Bölükbaşı und Christoph Pscherer, Deutschland |
| 2010 | 16.    | Junioren-WM in Budapest                          | Mittel         | nach einer Niederlage gegen Ilja Xamikojew, Aserbaidschan |
| 2010 | 8.     | WM in Moskau                                     | Mittel         | nach einem Sieg über István Veréb, Ungarn und einer Niederlage gegen Ibragim Aldatow, Ukraine |
| 2011 | 2.     | EM in Dortmund                                   | Mittel         | nach Siegen über Dejan Bogdanow, Makedonien, İbrahim Bölükbaşı, Marco Riesen, Schweiz und Gheorghiță Ștefan, Rumänien und einer Niederlage gegen Ansor Urischew, Russland                                       |
| 2011 | 1.     | Junioren-EM in Zrenjanin                         | Mittel         | vor Vahe Tamrasjan, Armenien, Albert Sipinow, Russland und Zbigniew Baranowski, Polen |
| 2011 | 1.     | Junioren-WM in Bukarest                          | Mittel         | nach Siegen über Faisal Attayee, Neuseeland, Michael Bodnar, Slowakei, Subchonjon Toschpulatow, Usbekistan, Timofei Xenidis, Griechenland und Georgi Rubajew, Russland                                          |
| 2011 | 3.     | WM in Istanbul                                   | Mittel         | nach Siegen über Emzarios Bentinidis, Griechenland und Gheorghita Stefan, einer Niederlage gegen Ibragim Aldatow und Siegen über Amarhadschy Mahamedau, Belarus und Armands Zvirbulis, Lettland                 |
| 2011 | 5.     | Intern. Turnier ("Moscow Lights") in Moskau      | Halbschwer     | hinter Aslanbek Alijew, Russland, Magomed Musajew, Kirgisistan, Hadschi Amidschanow, Aserbaidschan und Miroslaw Gotschew, Bulgarien                                                                             |
| 2012 | 1.     | Grosser Preis der Ukraine in Kiew                | Mittel         | vor Achmed Magomedow, Russland, David Bichinaschwili, Deutschland, Ilja Chamikojew, Aserbaidschan und Ibragim Aldatow, Ukraine                                                                                  |
| 2012 | 1.     | EM in Belgrad                                    | Mittel         | nach Siegen über Dejan Bogdanow, Mazedonien, Boris Andonow, Spanien, Gheorghiță Ștefan, Rumänien, Serdar Böke, Türkei und Michail Ganew, Bulgarien                                                              |
| 2012 | 3.     | Welt-Cup in Baku                                 | Mittel         | hinter Scharif Scharifow und Magomed Ibragimow, Russland, vor Amarhadschy Mahamedau, Belarus und Atsushi Matsumoto, Japan                                                                                       |
| 2012 | Bronze | OS in London                                     | Mittel         | nach einem Sieg über Orgodolyn Üitümen, Mongolei, einer Niederlage gegen Jaime Yusept Espinal, Puerto Rico und Siegen über Andrew Adibo Dick, Nigeria und Soslan Gattsijew, Belarus                             |
| 2013 | 1.     | "Yasar-Dogu"-Memorial in Ankara                  | Mittel         | vor Hakki Ceylan, Serdar Böke und İbrahim Bölükbaşı alle Türkei |
| 2013 | 1.     | EM in Tiflis                                     | Mittel         | nach Siegen über Dominic Klaus Peter, Österreich, Andrei Frant, Rumänien, Ansor Urischew und Musa Murtasalijew, Armenien                                                                                        |
| 2013 | 2.     | "Stepan-Sargisjan"-Memorial in Vanadzor/Armenien | Mittel         | hinter Clayton Foster, USA, vor Raschid Kurbanow, Usbekistan und Chris Perry, USA |
| 2013 | 10.    | WM in Budapest                                   | Mittel         | nach Siegen über Nicolai Paslar, Bulgarien und Keith Gavin, USA und einer Niederlage gegen Ehsan Lashgari, Iran                                                                                                 |
| 2013 | 1.     | Intern. D.A.-Kunajew-Turnier in Taras/Kasachstan | Mittel         | vor Islam Asisow und Aslan Kachidse, beide Kasachstan und Tamerlan Tagsijew, Kanada |
| 2013 | 3.     | Golden-Grand-Prix in Baku                        | Mittel         | hinter Gamsat Osmanow, Serbaidschan und Soslan Kzojew, Russland |
| 2014 | 5.     | EM in Vantaa/Finnland                            | bis 85 kg      | nach Siegen über Dominic Klaus Peter und Ville Heino, Finnland, einer Niederlage gegen Abdulraschid Sadulajew, Russland, einem Sieg über Sebastian Jezierzankski, Polen und einer Niederlage gegen István Veréb |

## Georgische Meisterschaften
(soweit bekannt)
| Jahr | Platz | Gewichtsklasse | Ergebnisse                                            |
| 2011 | 1.    | Mittel         |                                                       |
| 2012 | 1.    | Mittel         | vor Nodar Egadse, Otar Urotadse und Lewan Gogrichiani |

Erläuterungen
- alle Wettbewerbe im freien Stil
- OS = Olympische Spiele, WM = Weltmeisterschaft, EM = Europameisterschaft
- Mittelgewicht, Gewichtsklasse bis 84 kg, Halbschwer, bis 96 kg Körpergewicht (bis 31. Dezember 2013); seit 1. Januar 2014 gilt eine neue Gewichtsklasseneinteilung durch den Ringer-Weltverband FILA